# Kalsilita
La kalsilita és un mineral de la classe dels silicats. El seu nom reflecteix la seva composició química: potassi (en llatí kalium), alumini i silici. La kalsilita és un feldspatoide rar com a mineral formador de roques però mineral rellevant en algunes roques ígnies riques en potassi i pobres en sílice.

## Característiques
La kalsilita és un silicat de fórmula química KAlSiO₄. Cristal·litza en el sistema hexagonal. La seva duresa a l'escala de Mohs és 6.
Segons la classificació de Nickel-Strunz, la kalsilita pertany a «09.FA - Tectosilicats sense H₂O zeolítica, sense anions addicionals no tetraèdrics» juntament amb els següents minerals: kaliofil·lita, microclina, nefelina, panunzita, trikalsilita, yoshiokaïta, megakalsilita, malinkoïta, virgilita, lisitsynita, adularia, anortoclasa, buddingtonita, celsiana, hialofana, ortosa, sanidina, rubiclina, monalbita, albita, andesina, anorthita, bytownita, labradorita, oligoclasa, reedmergnerita, paracelsiana, svyatoslavita, kumdykolita, slawsonita, lisetita, banalsita, stronalsita, danburita, maleevita, pekovita, lingunita i kokchetavita.

## Formació i jaciments
La kalsilita s'ha descrit en forma de cristalls incrustats en laves infrasaturades en sílice i en roques ígnies amb nefelina. S'ha descrit a tots els continents excepte Oceania.